# 沃特福德鎮區 (密歇根州)
沃特福德鎮區（英語：Waterford Township）是位於美國密歇根州奧克蘭縣的一個特設鎮區。

## 地方資料
沃特福德鎮區的面積為91.40平方千米，當中陸地面積為81.20平方千米，而水域面積為10.20平方千米。根據2020年美國人口普查的數據，當地共有人口70565人，而人口密度為每平方千米772.05人。